# Rafael Cardona Salazar
Rafael "Rafa" Cardona Salazar (* 1946; † 7. Dezember 1987 in Medellín) war das höchstrangige Mitglied des Medellín-Kartells, welches in den USA operierte.
Der nur ca. 165 cm große Kolumbianer kontrollierte und lieferte Kokain vom Ursprungsland an Großabnehmer aus. Er war eine der bedeutendsten Persönlichkeiten der Drogenkriege in Miami in den späten 1970er und frühen 1980er Jahren.
1987 wurde er in Medellín erschossen.
| Personendaten    | Personendaten                                             |
| ---------------- | --------------------------------------------------------- |
| NAME             | Salazar, Rafael Cardona                                   |
| ALTERNATIVNAMEN  | Salazar, Rafa                                             |
| KURZBESCHREIBUNG | kolumbianisches Mitglied des Medellin-Kartells in den USA |
| GEBURTSDATUM     | 1946                                                      |
| STERBEDATUM      | 7. Dezember 1987                                          |
| STERBEORT        | Medellín                                                  |